# Skin Trade
«Skin Trade» —en español: «Mercado de Pieles»— es el décinoveno sencillo de la banda británica de new wave Duran Duran, lanzado por EMI en enero de 1987. "Skin Trade" fue el segundo sencillo publicado del álbum Notorious. No fue un gran éxito mundial, alcanzando el #22 en el Reino Unido, posicionándose entre los 40 mejores del US Billboard Hot 100 y además fue un éxito en varios otros países.

## La canción
La música de "Skin Trade" fue escrita mucho antes de que Simon Le Bon finalmente terminara la letra. El título de la canción deriva del libro de Dylan Thomas "Adventures in the Skin Trade" (en español "Aventuras en el mercado de pieles") que John Taylor tuvo con él durante la grabación del álbum. Se redujo a "Skin Trade" y Le Bon finalmente escribió la melodía y la letra de la canción, mientras que pasaba una noche en el apartamento en el Upper West Side de Manhattan de Taylor. Las letras reflejan sobre cómo todo el mundo se está vendiendo a sí mismo, y "hay una pequeña prostituta en cada uno de nosotros".
El sencillo fue una gran salida para la banda. No sólo fue Simon LeBon cantando en un falsetto de estilo Prince, sino una sección de vientos jugó un papel destacado en la pista, tocada por The Borneo Horns. La banda perseveró con los aspectos como sencillo y mucho de su futuro negocio se inspiró en "Skin Trade". Llamaron a su empresa editorial Skin Trade Music Ltd. Y la gira de Notorious se llamó "Strange Behaviour Tour". Del mismo modo, una album de remixes de temas entre 1987 y 1999 también fue llamada Strange Behaviour.
En una revisión retrospectiva del sencillo, el periodista de Allmusic Donald A. Guarisco elogió la canción. Él escribió: "La música presta contraste con el tono airado de las letras mediante la creación de una sensual, suave melodía que yuxtapone los versos con un suave ritmo hipnótico y el ritmo con un coro cada vez más ascendente que acelera el drama inherente de la canción."

## Video musical
El video de "Skin Trade" fue el segundo video filmado de la banda por los directores Peter Kagan y Paula Greif, después de "Notorious". Junto a un Film de miembros de la banda que se realizó con un efecto rotoscopio, la adición de colores vivos a los detalles como los ojos o joyas de una persona. Al igual que muchos otros videos de Duran Duran, "Skin Trade" incluye una hermosa mujer - en este caso supermodelo alemana Tatjana Patitz. Su imagen fue rotoscopiada para algunas escenas así, y su figura danzante se superpone a varios fondos abstractos de colores vivos.
El guitarrista de sesión Warren Cuccurullo, que más tarde se convertiría en un miembro de pleno derecho de la banda, aparece en el video, aunque su rostro no se ve a menudo. Cuccurullo también contribuyó con los acordes de energía y las partes de armonía en los puentes de la pista, con Nile Rodgers tocando los demás.
"Skin Trade" fue nominada a los mejores efectos especiales en un video y mejor fotografía en un video en 1987 en los MTV Video Music Awards, pero perdió frente a "Sledgehammer" de Peter Gabriel y "C'est La Vie" de Robbie Nevil, respectivamente.

## Formatos y canciones
– Sencillo en 7": EMI
1. «Skin Trade» [Radio Cut] (4:26)
2. «We Need You» (2:49)

 – Sencillo en 12": EMI
1. «Skin Trade» [Stretch mix] (7:36)
2. «Skin Trade» [Album cut] (5:58)
3. «We Need You» (2:49)

- CD: Part of "Singles Box Set 1986-1995" boxset

1. «Skin Trade» [Radio cut] (4:25)
2. «We Need You» (2:49)
3. «Skin Trade» [Stretch mix] (7:36)
4. «Skin Trade» [Album cut] (5:58)